# مورلي باير
مورلي باير (بالإنجليزية: Morley Baer)‏ (ولد في 5 أبريل 1916 - توفي في 9 نوفمبر 1995) ، هو مصور ومدرس أمريكي، ولد في توليدو ، أوهايو . كان رئيسًا لقسم التصوير في معهد سان فرانسيسكو للفنون ، واشتهر بصوره للمنازل ذات الطراز الفيكتوري في سان فرانسيسكو ومباني كاليفورنيا والمناظر الطبيعية والمناظر البحرية. 

## روابط خارجية
- صور ومحفوظات مورلي باير (أرشيف جامعة ستانفورد)
- صور ومحفوظات مورلي باير (UCSC)
- التصوير الفوتوغرافي UC سانتا كروز المحفوظات
- التصوير الفوتوغرافي West Gallery: صور مورلي باير باير حسب الموضوع .
- SFGate.com: نعي
- تصوير ماركو زيكشين
- صور إريك لوريتزن (أرشيف جامعة ستانفورد)
- باتريك جابلونسكي